# Nahia rostrata
Nahia rostrata är en kräftdjursart som beskrevs av Franco Ferrara och Stefano Taiti1985. Nahia rostrata ingår i släktet Nahia och familjen Philosciidae. Inga underarter finns listade i Catalogue of Life.